# コソボ鉄道

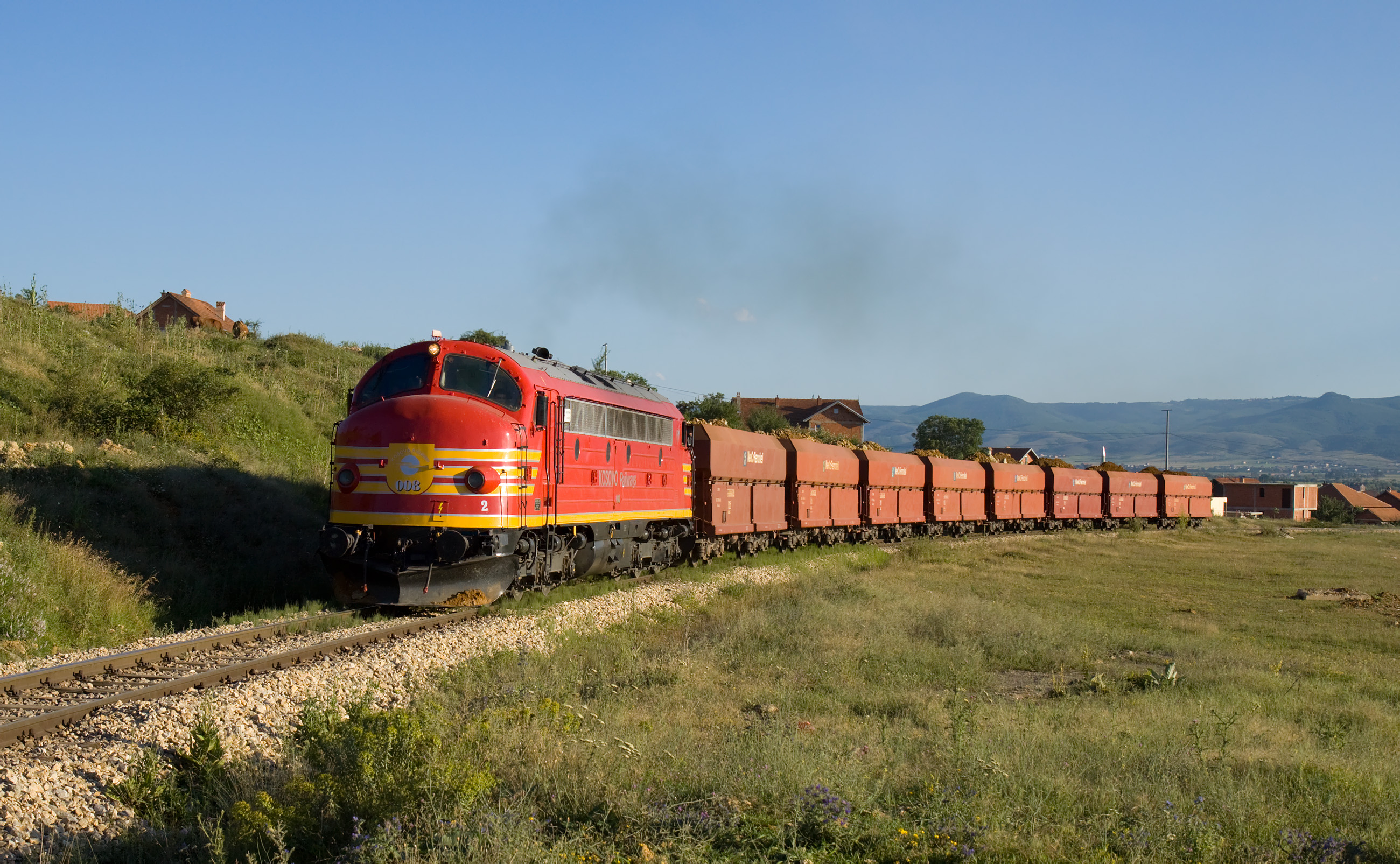
コソボ鉄道の貨物列車

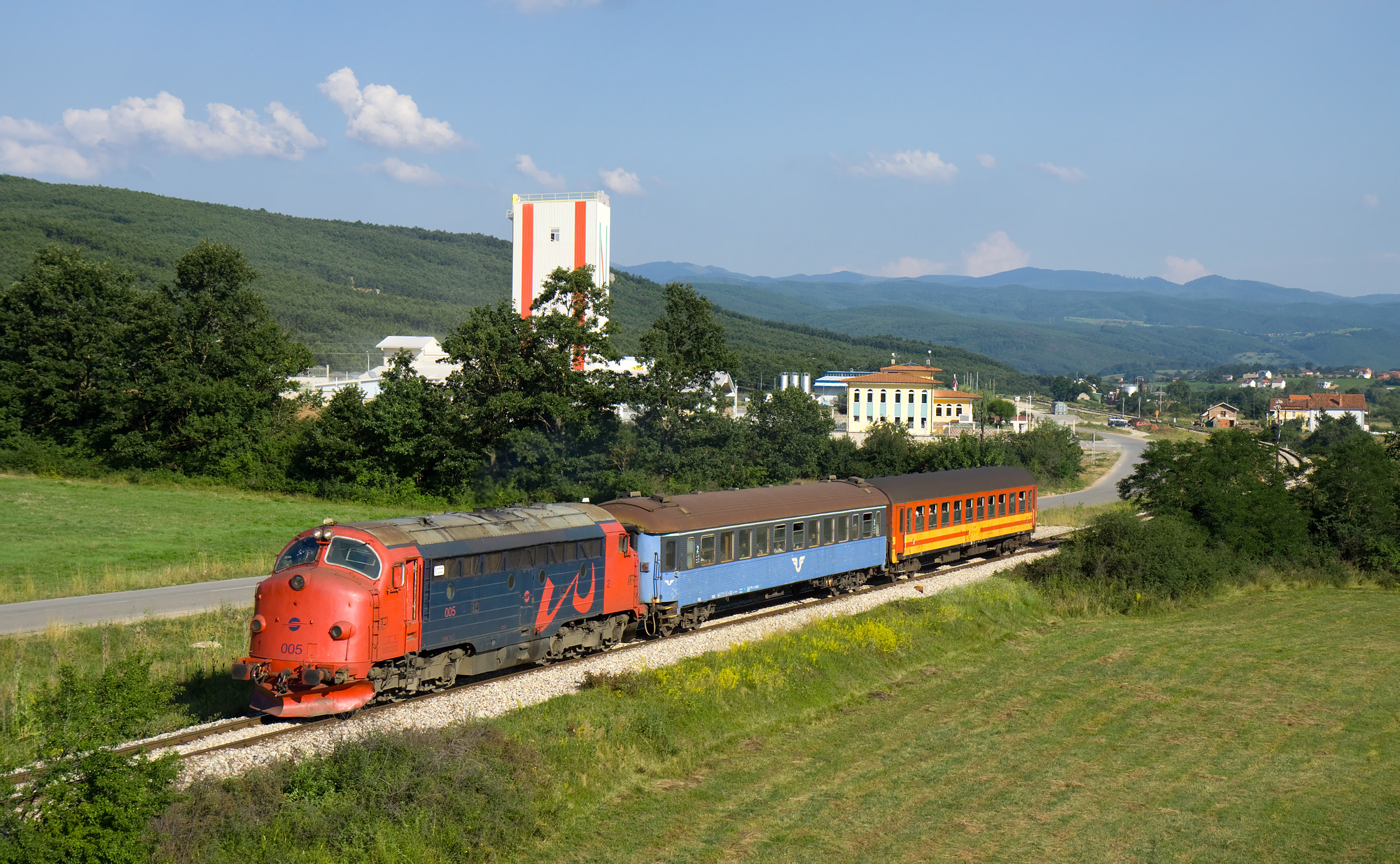
コソボ鉄道の旅客列車

コソボ鉄道（アルバニア語: Hekurudhat e Kosovës Sh.A、セルビア語: Kosovske Železnice D.D.）はコソボの国有鉄道会社である。

## 歴史
コソボに最初の鉄道が敷かれたのはオスマン帝国支配下で、ユダヤ人実業家モーリス・ヒルシュが率いるオリエンタル鉄道会社（Compagnie des Chemins der Fer Orientaux）によるものであった。テッサロニキから始まった鉄道は北のスコピエを通り、1873年にミトロヴィツァ / コソヴスカ・ミトロヴィツァに到達した。コソボ紛争以前はユーゴスラビア鉄道やセルビア鉄道（現在も一部運行）によって運行されていたが、現在のコソボ鉄道は1999年に国際連合コソボ暫定行政ミッションによって設立された組織である。設立当初は国際安全保障部隊の兵士によって運行されていたが、2000年より民間人の手により運行を開始した。

## 路線網
コソボ鉄道は現在430kmが営業されており、そのうち333kmは客貨両用で、97kmは貨物のみの運用となっている。非電化の路線で構成されており、路線網の基となる2路線はフシェ・コソヴァ / コソヴォ・ポリェで交差する。幹線はセルビア西部のクラリェヴォ（Kraljevo）からミトロヴィツァとフシェ・コソヴァを経由しマケドニア共和国の首都スコピエへ向かう路線で、支線は東西方向でセルビア南部のニシュからコソボの首都プリシュティナとフシェ・コソヴァを経由するものと、ペヤ / ペーチとプリズレンへ向かう路線である。プリシュティナからペヤとフシェ・コソヴァからマケドニアへ向かう路線では旅客列車が運行されている。その他の路線では時々、貨物列車が運行される。フシェ・コソヴァ - カストリオティ / オビリチ間のような休止路線も存在する。プリズレンから国境を越え、アルバニア鉄道（Hekurudha Shqiptarë）と接続させる計画もあるが、現在では構想に留まる。

## 運行

### 旅客輸送
コソボ鉄道では他の欧州諸国の中古車両が多く使われ、普通列車、Freedom of Movement、インターシティの3種類の旅客サービスが提供されている。通常、列車はSJ ABで使用されていたY1気動車やノルウェー国鉄 Di 3ディーゼル機関車牽引によるSJ ABの中古客車が運行され、インターシティはDi 3ディーゼル機関車牽引によるSJ ABの中古客車とマケドニア鉄道の客車で運行されている。
プリシュティナ - ペヤ間は毎日2往復の普通列車が運行され、列車はペヤで滞泊する。片道2時間近くを要する。
ポリェとマケドニア共和国との国境に近いハニ・イ・エレジト / ジェネラル・ヤンコヴィチ（Đeneral Janković）ではFreedom of Movementと普通列車が各1往復ずつ運行されている。インターシティ(IC891/892)はプリシュティナ からフシェ・コソヴァを経由しスコピエまで1往復運行され、コソボにとっては唯一の国際列車である。フシェ・コソヴァからハニ・イ・エレジトまでは1時間30分程度を要する。2008年3月までFreedom of Movement2往復がフシェ・コソヴァ -　レシャク（Lešak）間で運行されていたがセルビア側との問題により中止されており、一方でコソボ北部のズヴェチャンからレシャク間はセルビア鉄道によって運行されている。

### 貨物輸送
天然資源が豊富なコソボでは原材料の輸送にとって重要な役割を果たしている。主に石炭やニッケル等が輸送されている。